# Morokro
Morokro est une localité du sud-est de la Côte d'Ivoire et appartenant au département de Tiassalé, dans la Région de l'Agnéby-tiassa depuis 2011 avec Agboville comme chef-lieu de département. La localité de Morokro est un chef-lieu de communeet chef-lieu de s/préfecture. 
Morokro est créée depuis le 16e siècle par nanan Etien Komenan, à l'instigation de N'dakou Angboman valeureuse guide. 